# مارك هولاند
مارك هولاند (بالإنجليزية: Mark Holland)‏، النائب (من مواليد 16 أكتوبر 1974) هو سياسي كندي. في الانتخابات الاتحادية 2004 انتخب لمجلس العموم الكندي كمرشح للحزب الليبرالي في ركوب أونتاريو من اياكس بيكرينغ. وفي وقت لاحق أعيد انتخاب هولاند في الانتخابات الاتحادية عامي 2006 و2008. كما الناقد للسلامة العامة والأمن الوطني في حكومة الظل حتى عام 2011، عندما خسر مقعده لمرشح حزب المحافظين كريس الكسندر. عاد إلى البرلمان في عام 2015، بفوزه على الكسندر في ركوب إعادة تشكيلها من اياكس. ويشغل حاليا منصب السكرتير البرلماني لوزير المؤسسات الديمقراطية. في أغسطس 2011، أصبح مدير تعزيز الصحة والشؤون العامة مع القلب والسكتة الدماغية مؤسسة كندا وتمت ترقيته بعد ذلك إلى أدوار المدير التنفيذي لبعثة أونتاريو والمدير الوطني للأطفال والشباب. وهو أحد أعضاء الفريق بانتظام على كل من سي بي سي نيوز وشبكة CTV أخبار القناة. لإجراء الانتخابات العامة عام 2015، عاد هولندا كمرشح ليبرالية للركوب من أياكس، استعادة السيطرة مقعده من قبل أكثر من 12,000 صوتا وبنسبة 56٪ من الأصوات.

## السيرة الذاتية
ولد مارك هولاند يوم 16 أكتوبر 1974 في بيكرينغ، أونتاريو. تخصص هولاند في العلوم والتاريخ السياسي في جامعة تورونتو، وتخرج في عام 1996. كما عمل مساعدا لعضو البرلمان دان ماك تيج وفي وزارة أونتاريو لل المواطنة والهجرة. كما عمل في رويال بنك أوف كندا وبنك إمبريال الكندي للتجارة.
وقال أحد سكان مدى الحياة الغربي دورهام، يعيش هولاند في اجاس ولديه ثلاثة أطفال - ، مايا، ورايلي ومايلي .